# Dave's Hot Chicken
A Dave's Hot Chicken é uma cadeia americana de restaurantes de fast casual, especializada em hot chicken ao estilo de Nashville.
Fundada em Los Angeles, Califórnia, com um único restaurante em 2017, a cadeia se expandiu para mais de 100 locais em 4 países em 2022.
A sede da Dave's Hot Chicken fica em Pasadena, Califórnia.

## Menu
O cardápio da cadeia é simples, consistindo apenas de 4 opções de hot chicken, sliders ou ambos. Os tenders são servidos em pão branco, enquanto os sliders são servidos em pães com picles, “kale slaw” feito na casa e um molho de maionese chipotle conhecido como Dave's Sauce.  Os clientes podem escolher entre sete níveis diferentes de tempero para o frango, variando de “sem tempero” a “ceifador” (que exige que o cliente assine um termo de responsabilidade). Os acompanhamentos incluem batatas fritas, batatas fritas com queijo, macarrão com queijo e “kale slaw”. Os sanduíches também estão disponíveis com frango e um kale slaw, que é uma combinação de frango e vegetais saudáveis. Todos os locais servem frango halal.